# Robert Proust

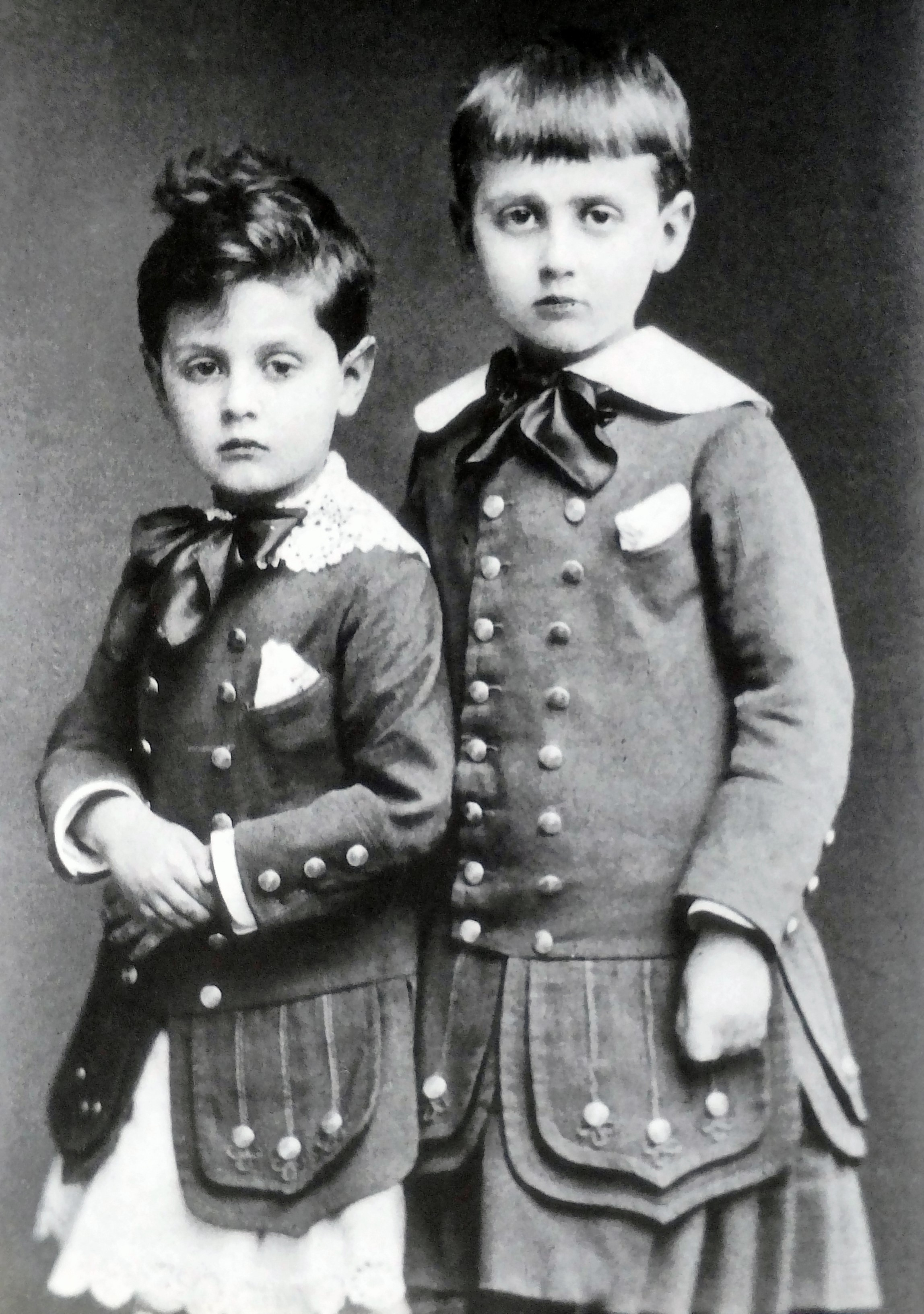
Robert y Marcel Proust. Modeste Chambay, 1877.

Robert Emile Sigismond Léon Proust (24 de mayo de 1873 – 29 de mayo de 1935) fue un urológo y ginecólogo francés y el hermano menor del escritor Marcel Proust.
Ambos hermanos se educaron el Liceo Condorcet. Robert apoyó activamente la carrera de su hermano como escritor y tras la muerte temprana de Marcel se encargó de la publicación de los tres últimos volúmenes de la novela de Marcel À la recherche du temps perdu (En busca del tiempo perdido).
Publicó un artículo médico de gran trascendencia sobre la prostatectomía perineal, "De la prostatectomie périnéale totale", por el cual sus colegas apodaron a su procedimiento  "proustatectomie" (proustatectomía). Además, su interés en ginecología le llevó a publicar múltiples ediciones de Chirurgie de l'appareil génital de la femme (Cirugía del aparato genital femenino), un libro de texto de ginecología. 
Entre otros logros, Proust sirvió como cirujano militar durante la Primera Guerra Mundial dónde inventó una forma de quirófano móvil llamado el "auto-chir" (Ambulance chirurgicales automobiles), que podía ser movido cerca del frente de batalla, y fue promovido a oficial de la Legión de Honor en 1925.
Proust murió en 1935 y el Hôpital Tenon en París le honra con el "Pavillon Proust".

## Familia y primeros años

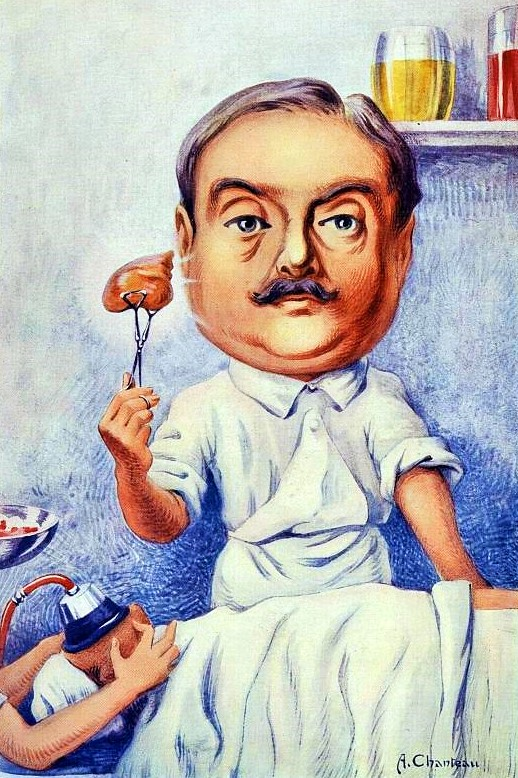
Caricatura de Robert Proust. A. Chanteau, 1922.

Robert Proust nació en París el 24 de mayo de 1873, hijo de Adrien Proust, un eminente médico en el campo de salud pública que ayudó a eliminar la cólera de Europa y de Jeanne Weil, una mujer judía quince años más joven que su marido.
Fue educado con su hermano Marcel, dos años mayor, en el Liceo Condorcet. Posteriormente atendió la Universidad de París donde su rendimiento fue considerado "excepcional".

## Relación con su hermano
Proust y su hermano tuvieron una relación afectuosa desde la niñez. Cuando Robert tenía siete años,  vio el primer ataque de asma de Marcel, lo que tuvo un profundo efecto en él. Marcel desarrolló un vínculo estrecho con su madre, mientras que Robert siguió los pasos de su padre en la tradición médica.
Robert fue un gran apoyo de la carrera de su hermano, y tras la muerte temprana de Marcel,  editó y organizó los tres volúmenes finales de En busca del tiempo perdido para su publicación.
Ambos hermanos eran defensores del capitán del ejército francés acusado de forma injusta, Alfred Dreyfus.

## Carrera
En 1894 empezó su residencia bajo la supervisión de Félix Guyon, quien también dirigió su tesis en 1900 sobre la prostatectomía perineal, "De la prostatectomie périnéale totale". Los compañeros de Proust apodaron a su procedimiento  "proustatectomie". Una complicación frecuente de la prostatectomía era la epididimitis. En 1904, Proust recomendaba la vasectomía al realizar una prostatectomía.
Además de la urología y la cirugía general, Proust tuvo un especial interés por la ginecología y su libro Chirurgie de l'appareil génital de la femme (Cirugía del
aparato genital femenino) (1904) tenía seis ediciones para el año 1927. Estudió los tractos reproductivos masculino (andrología) y femenino (ginecología), mientras era asistente de Samuel Jean de Pozzi en el Hôpital Broca entre 1904 y 1914. Colaboró con Pozzi en su especialización en el hermafroditismo y publicaron juntos varios de artículos sobre el tema. Siguiendo la recomendación de Pozzi, Proust hizo frecuentes visitas educativas a la Clínica Mayo y al Hospital Johns Hopkins. Proust fue director del Brôca de 1932 a 1934. Uno de sus alumnos fue el futuro cirujano de trasplantes René Küss.
Proust tuvo un profundo interés en los logros de Marie Curie y añadió una sección sobre "curiethérapie" en la quinta edición de su libro, cuando completaba la parte sobre radioterapia en el cáncer cervical. Antes de la introducción de la radioterapia externa,  recomendó varillas de radio intravaginales y radio intra abdominal aplicado localmente (vía laparotomía) a los ganglios linfáticos afectados.

## Primera Guerra Mundial
Proust sirvió en el frente como cirujano militar durante la Primera Guerra Mundial. Inventó el "auto-chir" (Ambulance chirurgicales automobiles), que podía ser movido cerca del frente de batalla.

## Honores
Proust fue nombrado Chevalier de la Legión de honor en 1915 y ascendido a oficial de la Legión de honor en 1925.

## Muerte y legado
Proust murió el 29 de mayo de 1935. El Hôpital Tenon en París le honra con el "Pavillon Proust" desde 1971.

## Publicaciones seleccionadas
- "De la prostatectomie périnéale totale". 1900.
- Chirurgie de l'appareil génital de la femme. 1904. (Seis ediciones)